# Calamus siamensis
Calamus siamensis är en enhjärtbladig växtart som beskrevs av Odoardo Beccari. Calamus siamensis ingår i släktet Calamus och familjen Arecaceae. Inga underarter finns listade i Catalogue of Life.